# جميلة كولوكوترونيس
لندا "جميلة" كولوكوترونيس كانت كاتبة مسلمة أمريكية ومعلمة سابقة في المدارس الإسلامية الأمريكية. هي من أصل يوناني، اعتنقت الإسلام في سن 23 عامًا، ونشرت العديد من روايات الخيال الإسلامي بالإضافة إلى أطروحتها للدكتوراه. غيرت كولوكوترونيس اسمها الأول إلى جميلة عندما أصبحت مسلمة في عام 1980.

## السيرة

### التحول الديني
وبعد أن قرأت القرآن "بحثًا عن الأخطاء والتناقضات" لم تجد شيئاً واعتنقت الإسلام في تموز 1980 م (19 رمضان 1400 هـ)، وغيرت اسمها إلى جميلة.

## الوفاة
توفى كولوكوترونيس يوم السبت الموافق 12 كانون الثاني 2013.

## الكتب
نُشر أول كتاب لكولوكوترونيس في عام 1990 بعنوان "الجهاد الإسلامي: منظور تاريخي"، ويظل هذا الكتاب الوحيد لها من نوع الكتب غير الروائية. كما ظهرت في كتاب يتناول النساء الأمريكيات اللاتي اعتنقن الإسلام، بعنوان "بنات طريق آخر". أما أول رواية إسلامية لها، "أبرياء"، فقد كتبتها بعد هجمات الحادي عشر من أيلول كرد فعل على انتشار المعلومات المضللة حول المسلمين في أمريكا، وهي من نوع الخيال الإسلامي. تتناول الرواية مواضيع مثل الأفعال والمشاعر المعادية للمسلمين التي تستهدف الشخصيات، بالإضافة إلى الاضطراب النفسي الذي يشعر به المسلمون الأفراد نتيجة ربطهم بأعمال الإرهابيين. وتتناول رواياتها اللاحقة تحديات أخرى يواجهها المسلمون في أمريكا بصفة دائمة، وخصوصًا من اعتنقوا الإسلام حديثًا. أما سلسلة "الصدى" لكولوكوترونيس فكانت ثاني سلسلة روايات إسلامية تُكتب باللغة الإنجليزية.

## المنشورات

### الكتب
- الجهاد الإسلامي: منظور تاريخي (منشورات أميركان تراست، 1990)(ردمك 0-89259-086-6)(ردمك 978-0-89259-086-5)
- الأبرياء (دار نشر ليذرز، 2003، غلاف ورقي)(ردمك 1-58597-209-6)(ردمك 978-1-58597-209-8)
- أصداء (نشر كتاب مسلمون، 2006، غلاف ورقي)(ردمك 0-9767861-9-2)(ردمك 978-0-9767861-9-1)
- الارتداد (دار نشر الكتاب المسلمين، ٢٠٠٦، غلاف ورقي)(ردمك 0-9767861-3-3)(ردمك 978-0-9767861-3-9)
- اضطراب (دار نشر الكتاب المسلمين، ٢٠٠٧، غلاف ورقي)(ردمك 0-9793577-0-5)(ردمك 978-0-9793577-0-1)
- تموجات (دار نشر الكتاب المسلمين، 2008، غلاف ورقي)(ردمك 0-9793577-6-4)(ردمك 978-0-9793577-6-3)
- الصمت (دار نشر الكتاب المسلمين، 2009، غلاف ورقي)(ردمك 0-9793577-9-9)(ردمك 978-0-9793577-9-4)

## روابط خارجية
- كتب جميلة كولوكوترونيس
- جميلة كولوكوترونيس @ Goodreads